# Eleições gerais de Israel em 1999
As eleições gerais de 1999 em Israel foram realizadas em 17 de maio daquele ano para eleger o novo primeiro-ministro do país e os 120 membros da 15ª legislatura do Knesset. Foi a segunda vez em que foi realizada uma votação separada e direta para o cargo de premiê e para os integrantes do parlamento israelense desde que a Lei Básica do Primeiro-Ministro foi aprovada em março de 1992.
Um novo pleito deveria ocorrer somente em 2000, mas acabou antecipado para 1999 quando o primeiro-ministro Binyamin Netanyahu enfrentou dificuldades para obter o apoio dos membros da coalizão de governo para sua política de paz no Oriente Médio e o orçamento do estado em 1999. Na corrida para o cargo de premiê, as cinco candidaturas iniciais se reduziram a apenas duas antes da votação: a de Netanyahu, do partido de direita Likud, e de seu principal rival, Ehud Barak, ex-Chefe do Estado-Maior do Exército de Israel, que se tornou presidente do partido de centro-esquerda Trabalhista. Netanyahu concentrou sua campanha na segurança pessoal que ele alegava ter proporcionado aos cidadãos de Israel nos três anos anteriores, bem como nas vantagens de sua postura firme nas negociações de paz. Barak enfatizou seu próprio histórico militar e abordou as preocupações sociais e econômicas do país.

No dia da votação, Barak foi eleito primeiro-ministro com uma maioria confortável (cerca de 56% em todo o país e cerca de 51% entre os eleitores). Já as duas principais listas de partidos - Um Israel (liderada pelos trabalhistas) e o Likud - foram enfraquecidas. Embora a primeira tenha superado seu rival conservador para emergir como o principal grupo, com 26 assentos e 670 484 votos, ante 19 cadeiras oriundos de 468 103 votos, o partido ultraortodoxo Shas registrou ganhos importantes para solidificar sua terceira posição ao conquistar 430 676 votos e 17 assentos no parlamento. No geral, o número de listas de partidos eleitas para a 15ª Knesset subiu para 15 (em comparação com 10 em 1992 e 11 em 1996). A formação do governo por Ehud Barak levou mais de seis semanas e resultou em uma coalizão ampla de sete grupos parlamentares, incluindo Um Israel, Shas, Meretz, Mifleget HaMerkaz, Partido Nacional Religioso, Judaísmo Unido da Torá e Yisrael Be'aliya. Essa coalizão tinha uma maioria parlamentar de 73 em 120 assentos na Knesset. Barak foi empossado como premiê, juntamente com seu gabinete, em 6 de julho.